# Chunky (Mississippi)
Chunky è una città (town) degli Stati Uniti d'America, situata nella contea di Newton, nello Stato del Mississippi.